# Stella (Wisconsin)
Stella es un pueblo ubicado en el condado de Oneida en el estado estadounidense de Wisconsin. En el censo de 2010 tenía una población de 650 habitantes y una densidad poblacional de 6,73 personas por km².

## Geografía
Stella se encuentra ubicado en las coordenadas 45°41′39″N 89°14′27″O / 45.69417, -89.24083. Según la Oficina del Censo de los Estados Unidos, Stella tiene una superficie total de 96.61 km², de la cual 90.61 km² corresponden a tierra firme y (6.21%) 6 km² es agua.

## Demografía
Según el censo de 2010, había 650 personas residiendo en Stella. La densidad de población era de 6,73 hab./km². De los 650 habitantes, Stella estaba compuesto por el 97.08% blancos, el 0% eran afroamericanos, el 0.62% eran amerindios, el 0% eran asiáticos, el 0% eran isleños del Pacífico, el 0.15% eran de otras razas y el 2.15% pertenecían a dos o más razas. Del total de la población el 0.62% eran hispanos o latinos de cualquier raza.